# 청자 상감모란문 항아리
청자 상감 모란문 항아리(靑磁 象嵌牡丹紋 缸)는 모란 무늬를 상감기법으로 새겨 넣은, 고려청자 항아리이다. 대한민국의 국보 제98호로 지정되어 있다.

## 특징
직립된 입 부분이 넓고 낮으며, 풍만하고 둥근 몸통의 양옆에 손잡이가 사자 얼굴로 물리어 있으며, 굽 다리는 낮다. 문양은 항아리의 앞뒤 양면에 활짝 핀 모란꽃과 잎ㆍ가지를 크게 흑백 상감으로 나타내어 시원한 느낌을 준다. 유약은 담녹청색으로 얇게 발랐으며, 유빙렬이 나있다.
이러한 항아리는 시골에서 쓰이고 있는 물동이를 축소한 것과 같은 형태로, 조선시대의 유적에서 발견되는 질그릇이나 오지그릇 중에 이와 흡사한 형태의 그릇이 남아 있다. 12세기 후반 강진 사당리요의 작품으로 추정되며, 상감청자의 초기 작품의 하나로 보인다.

## 주해
1. ↑  (釉氷裂)은 도자기를 가마에서 꺼낸 뒤에 유약이 식으면서 간 금을 이르는 말이다.

## 참고 자료
- 청자 상감모란문 항아리 - 국가유산청 국가유산포털

 본 문서에는 서울특별시에서 지식공유 프로젝트를 통해 퍼블릭 도메인으로 공개한 저작물을 기초로 작성된 내용이 포함되어 있습니다.